# إدغار غاردنر ميرفي
إدغار غاردنر ميرفي (بالإنجليزية: Edgar Gardner Murphy)‏ هو كاتب أمريكي، ولد في 1869، وتوفي في 1913.